# Chotylub

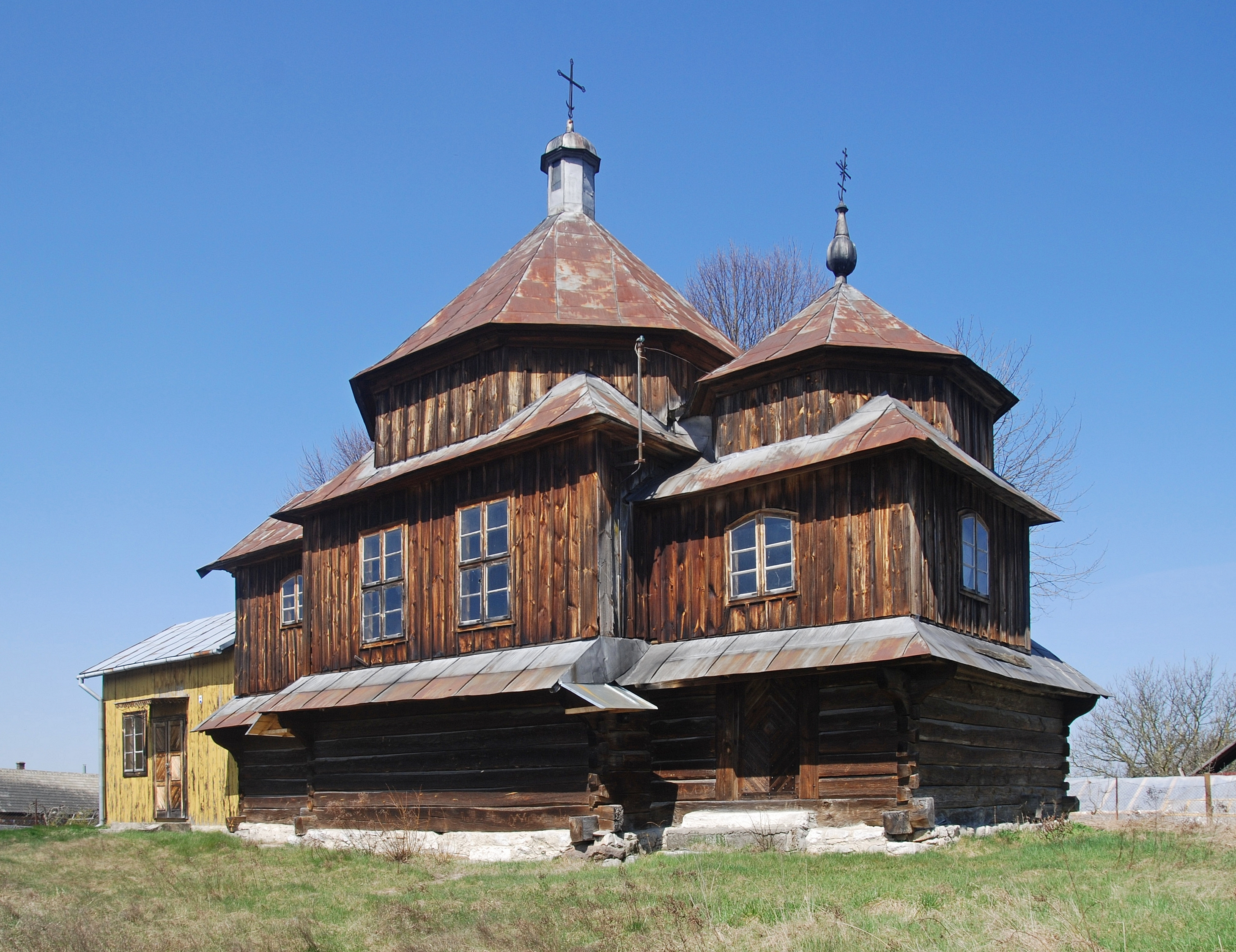
Zabytkowa cerkiew

Chotylub (w latach 1977–1981 Lubice) – wieś w Polsce położona w województwie podkarpackim, w powiecie lubaczowskim, w gminie Cieszanów. Leży w dolinie Brusienki na Płaskowyżu Tarnogrodzkim.
W II Rzeczypospolitej wieś w powiecie lubaczowskim województwa lwowskiego.
W latach 1954–1959 wieś należała i była siedzibą władz gromady Chotylub, po jej zniesieniu w gromadzie Dachnów. W latach 1975–1998 miejscowość administracyjnie należała do województwa przemyskiego. W latach 1977–1981 nosiła czasowo nazwę Lubice.
Wieś powstała w roku 1565 i do II wojny światowej zamieszkana była w połowie przez ludność narodowości ukraińskiej. Pierwszą cerkiew zbudowano w II poł. XVII w., następną w 1693 r. a obecna powstała na tym samym miejscu w 1888 r., być może z zachowaniem elementów starszej budowli. Chotylub doznał wielu zniszczeń wskutek walk z UPA. W latach 1943–1946 nacjonaliści ukraińscy z działającego na tym terenie kurenia Iwana Szpontaka „Zalizniaka”, zamordowali tutaj 24 Polaków. Wschodnią część wsi stanowi dawniej odrębna wieś Rudka, całkowicie spalona przez UPA w 1944.

## Religia
Wierni Kościoła rzymskokatolickiego należą do parafii Parafia św. Wojciecha w Cieszanowie.
We wsi znajduje się zabytkowa, drewniana greckokatolicka cerkiew pw. Najświętszej Marii Panny. Położona jest na nieznacznym wzniesieniu pośrodku wsi przy drodze z Cieszanowa do Brusna.
Po wysiedleniu ludności ukraińskiej cerkiew wykorzystywana była od 1947 r. jako kościół filialny parafii w Cieszanowie pw. Opieki NMP. Była remontowana na przełomie lat 60. i 70. XX w., a w roku 1986 dobudowano do babińca nieproporcjonalnie duży przedsionek. Po zbudowaniu nowego, murowanego kościoła w roku 2001 stoi zamknięta.
Na wschodnim krańcu wsi znajduje się nieczynny cmentarz greckokatolicki, ogrodzony drutem kolczastym na kamiennych słupkach, zarastający lasem. Jest tu wiele starych nagrobków bruśnieńskich oraz odnowione i ogrodzone drewnianym płotkiem okazałe nagrobki właścicieli Chotylubia – Zarzyckich.

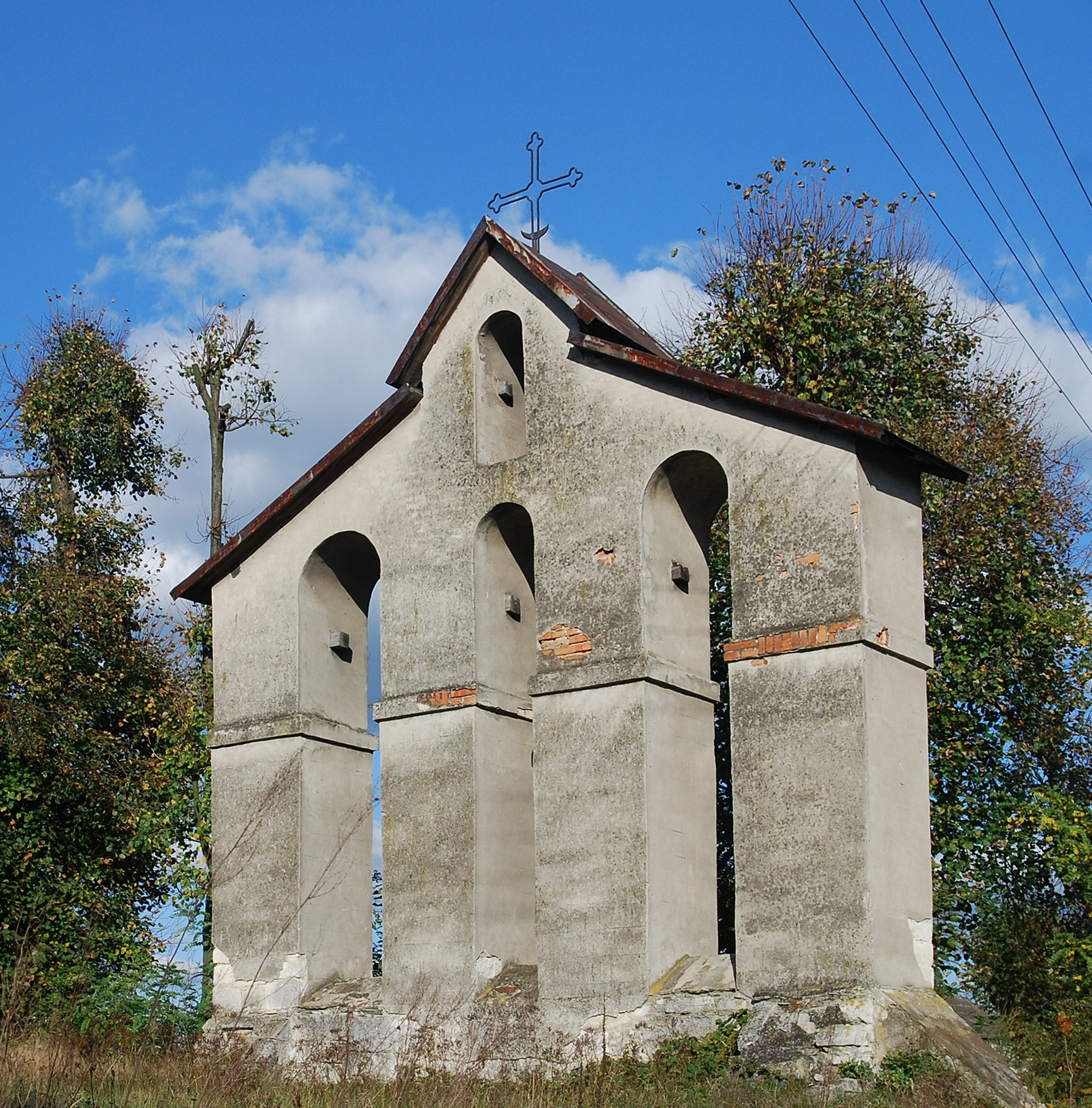
Dzwonnica przy cerkwi
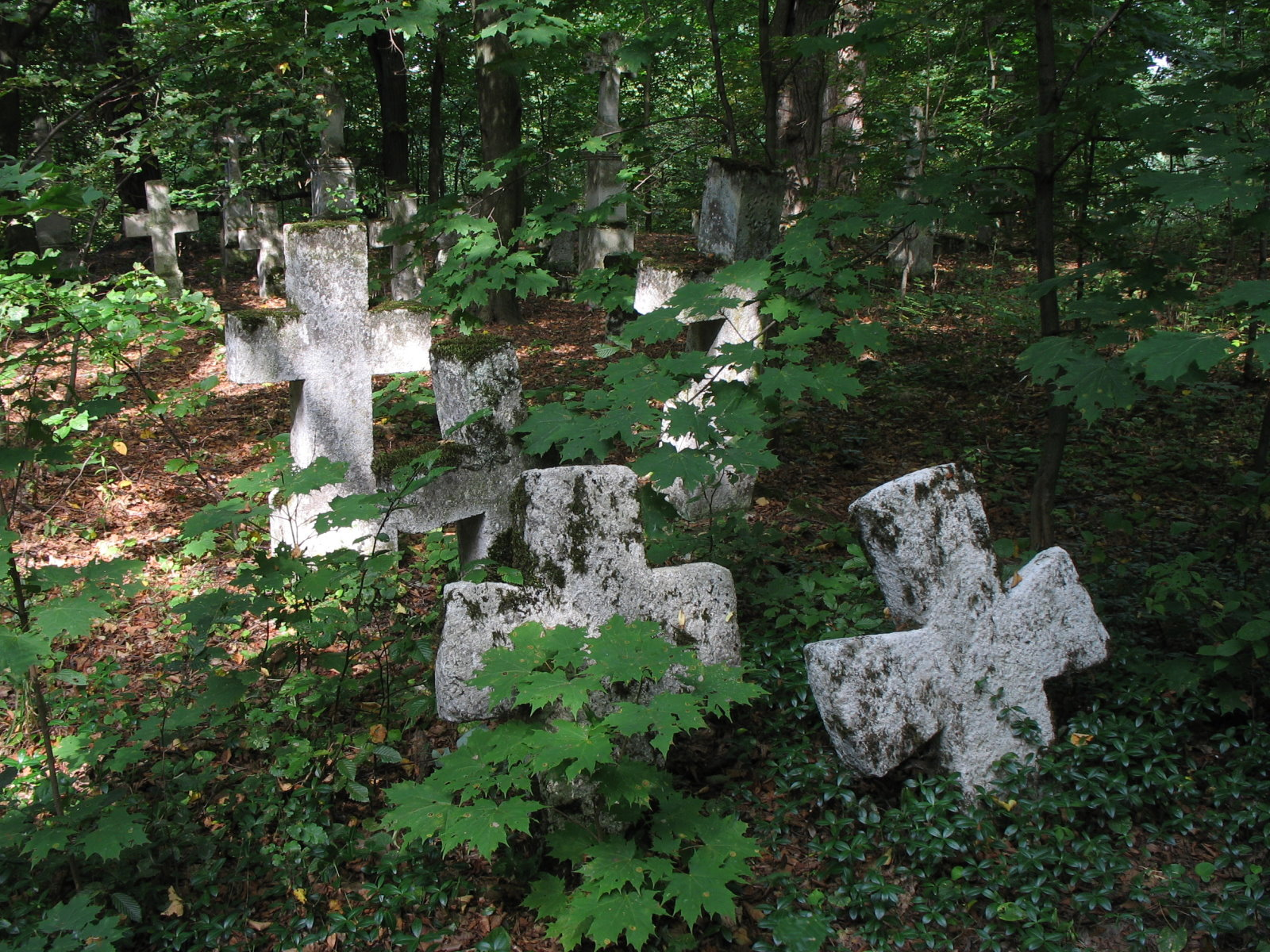
Nieczynny cmentarz gr.kat.